# Anantapur
Anantapur är centralort i distriktet Anantapur i den indiska delstaten Andhra Pradesh. Staden ligger 356 kilometer söder om delstatens huvudstad Hyderabad. Folkmängden uppgick till cirka 270 000 invånare vid folkräkningen 2011. Storstadsområdet beräknades ha cirka 420 000 invånare 2018.

## Klimat
Anantapur har ett stäppklimat med varmt och torrt väder större delen av året. Sommaren börjar i februari och har sin topp i maj, med omkring 37 °C. Anantapur drabbas av förmonsunregn i början av mars, främst genom nordöstliga vindar från Kerala. Monsunen kommer i september och varar till november med omkring 250 millimeter nederbörd i snitt. En torr mild vinter börjar under slutet av november och stannar tills början av februari, med temperaturer på omkring 22-23 °C. Det årliga nederbördet ligger runt 560 millimeter.